# Município de Dixon (condado de Preble, Ohio)
Localização do Ohio nos E.U.A.
O município de Dixon (em inglês: Dixon Township) é um município localizado no condado de Preble no estado estadounidense de Ohio. No ano 2010 tinha uma população de 567 habitantes e uma densidade populacional de 6,13 pessoas por km².

## Geografia
O município de Dixon encontra-se localizado nas coordenadas 39° 41′ 55″ N, 84° 45′ 41″ O. Segundo o Departamento do Censo dos Estados Unidos, o município tem uma superfície total de 92.57 km², da qual 92,54 km² correspondem a terra firme e (0,03 %) 0,03 km² é água.

## Demografia
Segundo o censo de 2010, tinha 567 pessoas residindo no município de Dixon. A densidade de população era de 6,13 hab./km².